# كولن ونايت
كولن ونايت (24 مايو 1956 في المملكة المتحدة - ) (بالإنجليزية: Colin Knight)‏ هو لاعب كريكت بريطاني. لعب مع Cumbria County Cricket Club ‏.

## وصلات خارجية
- كولن ونايت على موقع إي آس بي آن كريك إنفو (الإنجليزية)